# 한국호텔전문학교
한국호텔전문학교(韓國호텔專門學校, Korea Hotel Technical College)는 대한민국의 서울특별시 서초구에 위치한 전문학교이다. 국문 약칭으로 한국전을 사용한다.
현재는 폐교된 상태이다

## 연혁
- 1985년 대한제과학원 설립
- 1998년 4월: 교육부 전문교육기관 지정
- 2005년 12월: 대한제과전문학교로 개편
- 2007년 8월: 대한제과호텔전문학교로 교명 변경
- 2009년 1월: 노동부 전문교육기관 종합평가 최우수 A등급 획득
- 2009년 9월: 한국호텔직업전문학교로 교명 변경
- 2013년 12월: 프렌차이즈 <카페마루> 오픈
- 2015년 5월: 프렌차이즈 <카페비> 오픈
- 2015년 7월: KC명장외식컨설팅 설립
- 2015년 11월: 프렌차이즈 <엘마론> 오픈
- 2015년 12월: 빵굼터제과제빵학원인수
- 2015년 12월: 대한요리제과학원 설립
- 2016년 6월: 프랜차이즈 <맛제비> 오픈

## 교육편제
다음은 2019년 기준 한국호텔전문학교에서 제공하는 교육 과정 일람이다.
- 호텔제과제빵 전공
- 호텔조리 전공
- 관광식음료 전공
- 외식경영학 전공
- 식품조리학 전공

대부분 호텔에서 입사 조건으로 2년제 전문대학 졸업자를 채용하지만 식음료부서의 경우는 전문대가 아닌 전문학교를 졸업 후 입사하는 경우도 많다